# Aynsley Lister

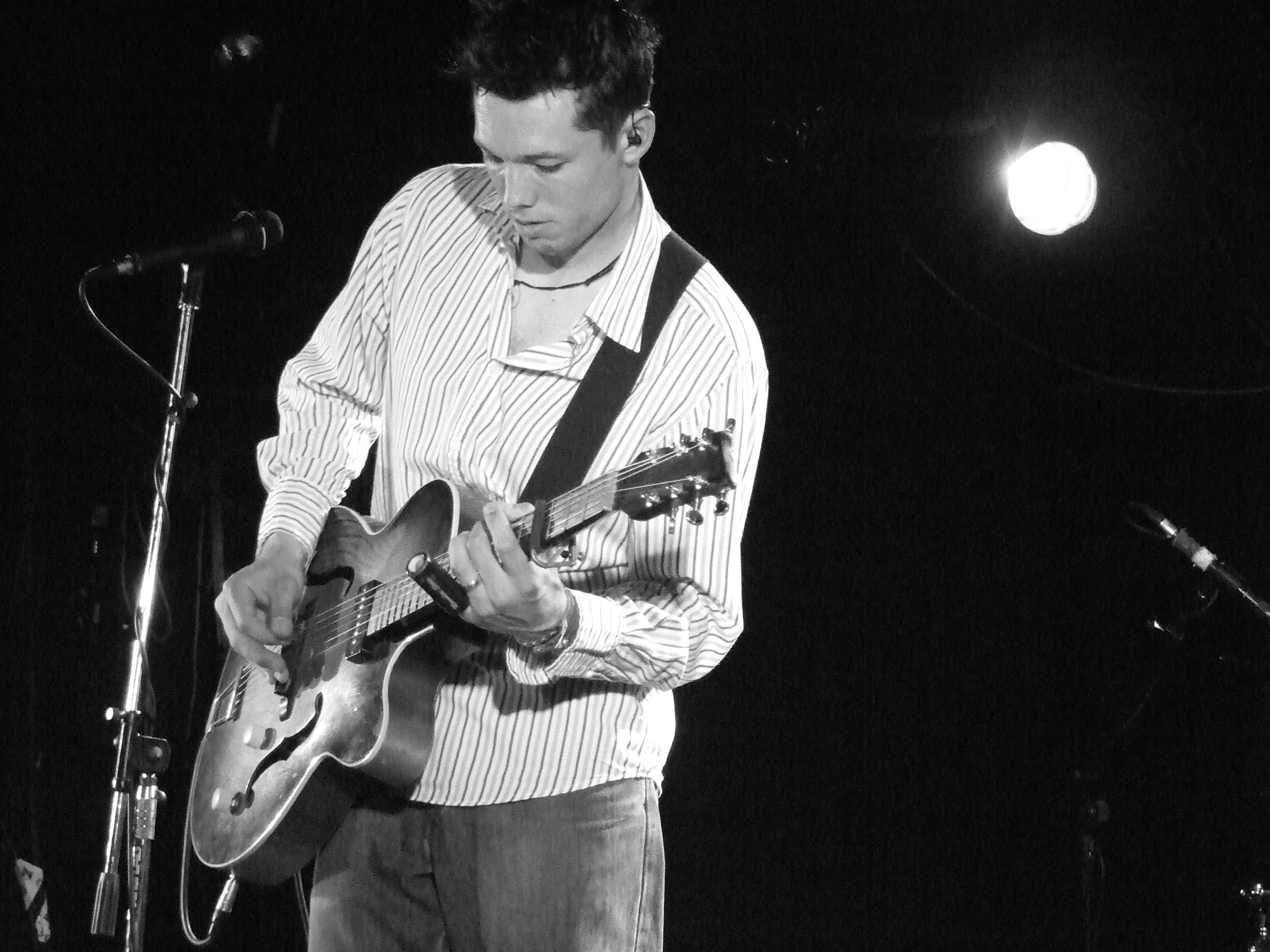
Aynsley Lister (2007)

Aynsley Lister (* 14. November 1976 in Leicester) ist ein britischer Rock-/Blues-Gitarrist und Sänger. Seine Alben wurden bis 2006 von Ruf Records veröffentlicht.

## Biographie
Aynsley Lister ist in Leicester geboren und aufgewachsen. Mit acht Jahren fing er an, Gitarre zu spielen, und mit dreizehn Jahren hatte er bereits seinen ersten Auftritt. Die folgende Zeit nutzte er, um sein Gitarrenspiel zu verbessern. Seine professionelle Karriere als Musiker begann er im Alter von 22 Jahren. Als Sänger und Gitarrist nahm er mehrere Alben auf, die die Genres von Blues bis Bluesrock sowie von Rock und Pop bedienen bzw. abdecken. 2010 veröffentlichte er eine Coverversion des Prince-Songs Purple Rain.
Ständige Tourneen durch ganz Europa haben ihm eine treue Fangemeinde eingebracht. Er tritt mittlerweile als Headliner auf diversen Bluesfestivals auf.

## Sonstiges
Neben seiner Arbeit als Künstler ist Aynsley Lister auch als privater Gitarrenlehrer in Leicester aktiv.

## Diskografie
- 1996: Messin’ with the Kid
- 1997: Pay Attention! (live)
- 1999: Aynsley Lister
- 2000: Everything I Need
- 2002: Supakev ’n Pilchards
- 2002: All or Nothing
- 2004: Live!
- 2006: Pilgrimage (mit Blues Caravan)
- 2007: Upside Down
- 2009: Equilibrium
- 2010: Tower Sessions
- 2013: Home
- 2016: Eyes Wide Open
- 2022: Along for the Ride